# دیوان عالی کانزاس
دیوان عالی کانزاس (انگلیسی: Kansas Supreme Court) عالی‌ترین مرجع قضایی ایالت کانزاس است که از ۷ قاضی تشکیل شده‌است و ریاست آن برعهده‌ی قاضی ارشد مارلا لوکرت قرار دارد.